# Минчёнок, Эмма Владимировна
Э́мма Влади́мировна Минчёнок-Брегва́дзе (род. 29 августа 1932 года, Ленинград, СССР) — советская и российская балерина.

## Биография
Родилась 29 августа 1932 года в Ленинграде. Семья проживала на Выборгской стороне в Бабурином переулке (ныне улица Смолячкова). Отец — Минчёнок Владимир Николаевич, военный фельдшер, на фронте с первого дня Великой Отечественной войны, служил на минном тральщике. До середины 1943 года проживала в блокадном Ленинграде, затем по вызову отца семья была отправлена в эвакуацию.
По возвращении домой окончила среднюю школу и Ленинградское хореографическое училище (педагог Ф. И. Балабина), в 1953—1977 — в театре имени Кирова. Классическая балерина лирико-романтического плана. Первая исполнительница партии Менады («Спартак», 1956, балетмейстер Л. В. Якобсон). Лучшие партии — Катерина и Ширин.
Партнёр по сцене и муж — Борис Брегвадзе. Сын — артист балета Андрей Брегвадзе (род. 4 июня 1959).

### Репертуар

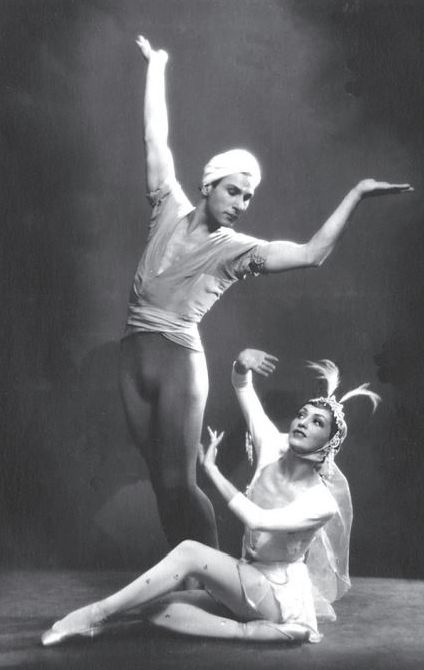
Эмма Минчёнок (Ширин), Борис Брегвадзе (Ферхад). Балет «Легенда о любви» 1960-е годы

- Менада — «Спартак» (хор. Л. Якобсон)
- Катерина — «Каменный цветок» (хор. Ю. Григорович)
- Ширин — «Легенда о любви» (хор. Ю. Григорович)
- Сюимбике — «Шурале»
- Жизель — «Жизель» (хор. Ж.-Ж. Перро, Ж. Коралли и М. Петипа)
- Джульетта — «Ромео и Джульетта»
- Дездемона — «Отелло»
- принцесса Флорина и фея Нежности — «Спящая красавица» (хор. М. Петипа)
- Хасинта — «Лауренсия» (хор. В. Чабукиани)
- Повелительница дриад — «Дон Кихот» (хор. А. Горский): фото 2 мая 1961 года
- Жемчужина — «Конёк-Горбунок»
- 7-й вальс и мазурка — «Шопениана»
- миниатюры «Птица и охотник», «Снегурочка» и «Слепая» — «Хореографические миниатюры».

## Награды и премии
- Лауреат (1-я премия) VI Международного фестиваля молодёжи и студентов (Москва, 1957).